# Papaver rechingeri
Papaver rechingeri är en vallmoväxtart som beskrevs av J.W. Kadereit. Papaver rechingeri ingår i släktet vallmor, och familjen vallmoväxter. Inga underarter finns listade i Catalogue of Life.